# داني إسبيغو
داني إسبيغو (بالإسبانية: Daniel Espejo Guillén)‏ هو لاعب كرة قدم إسباني في مركز الدفاع، ولد في 23 يوليو 1993 في قرطبة في إسبانيا. لعب مع أتلتيكو مدريد ب ونادي قرطبة.

## وصلات خارجية
- داني إسبيغو على موقع قاعدة بيانات كرة القدم.إي يو (الإنجليزية)
- داني إسبيغو على موقع Soccerway.com (الإنجليزية)